# Districtul Si Banphot
Si Banphot (în thailandeză ศรีบรรพต) este un district (Amphoe) din provincia Phatthalung, Thailanda, cu o populație de 16.465 de locuitori și o suprafață de 218,504 km².

## Componență
Districtul este subdivizat în 3 subdistricte (tambon), care sunt subdivizate în 30 de sate (muban).
| Nr. | Nume    | În thailandeză | Sate | Locuitori |  |
| --- | ------- | -------------- | ---- | --------- |  |
| 1.  | Khao Ya | เขาย่า          | 10   | 6,262     |  |
| 2.  | Khao Pu | เขาปู่           | 11   | 5,260     |  |
| 3.  | Taphaen | ตะแพน          | 9    | 4,943     |  |